# Trollhuvudtjärnarna (Åsele socken, Lappland, 709741-159960)
Trollhuvudtjärnarna är en sjö i Åsele kommun i Lappland och ingår i Ångermanälvens huvudavrinningsområde. Sjön har en area på 0,0831 kvadratkilometer och ligger 407,9 meter över havet.

## Delavrinningsområde
Trollhuvudtjärnarna ingår i det delavrinningsområde (709850-159631) som SMHI kallar för Ovan None. Medelhöjden är 401 meter över havet och ytan är 38,37 kvadratkilometer. Räknas de 3 avrinningsområdena uppströms in blir den ackumulerade arean 62,22 kvadratkilometer. Kvällån som avvattnar avrinningsområdet har biflödesordning 2, vilket innebär att vattnet flödar genom totalt 2 vattendrag innan det når havet efter 225 kilometer. Avrinningsområdet består mestadels av skog (81 procent) och sankmarker (14 procent). Avrinningsområdet har 0,21 kvadratkilometer vattenytor vilket ger det en sjöprocent på 0,5 procent.